# Arquidiocese de Thare e Nonseng
A Arquidiocese de Thare e Nonseng (Archidiœcesis Tharensis et Nonsengensis, em tailandês:  เขตมิสซังท่าแร่-หนองแสง) é uma circunscrição eclesiástica da Igreja Católica situada em Thare, Tailândia. Seu atual arcebispo é Anthony Weradet Chaiseri. Sua Sé é a Catedral de São Miguel Arcanjo.
Possui 80 paróquias servidas por 73 padres, contando com 3292270 habitantes, com 1,7% da população jurisdicionada batizada.

## História
A arquidiocese tem sua origem no Vicariato Apostólico do Laos, que foi estabelecido em 4 de maio de 1899, com o breve In principis do Papa Leão XIII, responsável por tudo o que é hoje o nordeste da Tailândia e o moderno Laos. Recebeu seu território do vicariato apostólico do Sião Oriental (atual arquidiocese de Bangkok). A sé do vicariato ficava em Ban Nonseng, província de Nakhon Phanom. 
Em 1938, a parte norte foi dividida para criar a Prefeitura apostólica de Vientiane e Luang-Prabang. Após a independência do Laos em 1949, o vicariato foi dividido: em 21 de dezembro de 1950, por força do decreto Cum territorium da Congregação de Propaganda Fide, a parte do Laos foi dividida para criar a Prefeitura Apostólica de Thakhek, enquanto a parte tailandesa se tornou o Vicariato Apostólico de Thare.
Em 1960, foi rebatizada de Vicariato Apostólico de Thare e Nonseng, conforme o decreto Huic Sacro Consilio da Congregação de Propaganda Fide..
Foi promovida à Arquidiocese Metropolitana em 18 de dezembro de 1965, pela Bula Qui in fastigio do Papa Paulo VI.

## Prelados
- Marie-Joseph Cuaz, M.E.P. † (1899 - 1912)
- Constant-Jean-Baptiste Prodhomme, M.E.P. † (1913 - 1920)
- Ange-Marie-Joseph Gouin, M.E.P. † (1922 - 1943)
- Henri-Albert Thomine, M.E.P. † (1944 - 1945)
  - Sede vacante (1945-1947)
- Claude-Philippe Bayet, M.E.P. † (1947 - 1953)
- Michael Mongkhol On Prakhongchit † (1953 - 1958)
- Michel Kien Samophithak † (1959 - 1980)
- Lawrence Khai Saen-Phon-On † (1980 - 2004)
- Louis Chamniern Santisukniram (2005 - 2020)
- Anthony Weradet Chaiseri (desde 2020)